# Nakata Hideo
Nakata Hideo (中田 秀夫 Nakata Hideo) (sinh ngày 19 tháng 7 năm 1961) là một nhà làm phim người Nhật Bản.

## Tiểu sử
Nakata sinh ra ở Okayama, Nhật Bản. Ông được biết nhiều với khán giả phương Tây qua các bộ phim kinh dị Nhật Bản như Ring (1998), Ring 2 (1999) và Dark Water (2002). Trong số này đã được làm lại bằng tiếng Anh như The Ring (2002), Dark Water (2005) và The Ring Two.
Nakata đã lên kế hoạch ra mắt bằng tiếng Anh với True Believers, nhưng sau đó đã rút lui. Sau đó, anh được DreamWorks đề nghị làm đạo diễn cho bộ phim The Ring Two (2005), bộ phim mà ông đã nhận lời, ra mắt bằng tiếng Anh với phần tiếp theo của bộ phim làm lại từ chính bộ phim.
Nakata đã có bước đột phá đầu tiên trong lĩnh vực điện ảnh với Ghost Actress hay còn gọi là 'Don't Look Up' (1996).
Các bộ phim khác của Nakata bao gồm Sleeping Bride (2000); Curse, Death and Spirit; và Chaos (2000). Ông đã đạo diễn bộ phim kinh dị tâm lý The Incite Mill được công chiếu vào ngày 16 tháng 10 năm 2010 tại Nhật Bản. Hiện anh đã hoàn thành một câu chuyện ma Nhật Bản, Kaidan. Nakata hiện đang thực hiện Hearn, bộ phim nói về cuộc đời của Lafcadio Hearn, người đã viết Kwaidan.
Ông được đại diện bởi United Talent Agency. Bộ phim Chatroom đã được chiếu ở hạng mục Un Certain Regard tại Liên hoan phim Cannes 2010.

## Tác phẩm
- Curse, Death & Spirit (1992)
- Don't Look Up (1996)
- Ring (1998)
- Ring 2 (1999)
- Sleeping Bride (1999)
- Chaos (2000)
- Dark Water (2002)
- The Ring Two (2005)
- Kaidan (2007)
- L: Change the World (2008)
- Chatroom (2010)
- The Incite Mill (2010)
- The Complex (2013)
- Monsterz (2014)
- Words With Gods (2014)
- Shinigami-kun (2014)
- Ghost Theater (2015)
- White Lily (2016)
- Life in Overtime (2018)
- Stolen Identity (2018)
- The Woman Who Keeps a Murderer (2019)
- Sadako (2019)
- Stigmatized Properties (2020)
- Usogui (2022)[7]